# Карнетен
Карнетен (фр. Carnetin) насеље је и општина у Француској у региону Париски регион, у департману Сена и Марна која припада префектури Торси.
По подацима из 2011. године у општини је живело 488 становника, а густина насељености је износила 271 | становника/km². Општина се простире на површини од 1,61 km². Налази се на средњој надморској висини од | метара (максималној 130 m, а минималној 75 m).

## Демографија
| 1962. | 1968. | 1975. | 1982. | 1990. | 1999. | 2011. |
| ----- | ----- | ----- | ----- | ----- | ----- | ----- |
| 217   | 207   | 311   | 376   | 411   | 436   | 488   |

График промене броја становника у току последњих година